# Mecayapan (municipalité)
La municipalité de Mecayapan est l'une des 212 municipalités de l'État de Veracruz, et est située dans la partie sud-est de cet État, au Mexique. Elle est située au sud du golfe du Mexique et à l'ouest de l'isthme de Tehuantepec, permettant de relier les océans Atlantique et Pacifique entre eux. Elle est encadrée par deux bassins fluviaux, celui du Río Papaloapan à l'ouest, et celui du Río Coatzacoalcos à l'est. Son territoire prend également appui au nord sur le massif volcanique de la Sierra de los Tuxtlas, tandis qu'un peu plus au nord se trouvent les volcans Santa Martha et San Martín Tuxtla. Ce territoire a la particularité d'être subdivisé en deux parties, de part et d'autre au nord et au sud d'une autre municipalité. Sa partie nord est riveraine du golfe du Mexique, sur le flanc nord du même massif volcanique. Son chef-lieu est la ville éponyme de Mecayapan, qui se trouve dans les confins orientaux de son territoire, à proximité de la ville de Soteapan, dans la moitié sud de son territoire. Cette municipalité fait partie de la Région Olmeca, qui est l'une des subdivisions administratives de l'État de Veracruz.

## Géographie
Le territoire de cette municipalité a la particularité d'être composé de deux parties discontinues : son territoire principal autour du chef-lieu Mecayapan situés dans le massif volcanique de la Sierra de los Tuxtlas, et une exclave, située bien plus au nord, sur le bord du golfe du Mexique, dont il est séparé par la municipalité de Tatahuicapan de Juárez. Son territoire principal s'appuie au nord sur le flanc du volcan Santa Martha, tandis que le volcan San Martín Tuxtla, situé hors de son territoire, se trouve très proche de sa limite nord. Le point le plus haut de son territoire se trouve à 1500 mètres d'altitude. Son chef-lieu est la ville éponyme de Mecayapan, située dans la partie sud de son territoire, près de la ville de Soteapan. Son territoire couvre une superficie totale de 298,5 km2, était peuplé en 2010 de 17 333 habitants, pour une densité de 58 habitants par km2.
Son territoire principal est limitrophe au nord de la municipalité de Tatahuicapan de Juárez, à l'ouest de celle Soteapan, au sud de celle Chinameca et à l'est de celle de Pajapan. Son exclave est limitrophe à l'ouest de celle de Catemaco et à l'est de celle de Tatahuicapan de Juárez. Elle est limitée au nord par le golfe du Mexique.

## Composition et démographie
La municipalité était composée en 2015 de 108 localités, dont 2 sont considérées comme urbaines, les autres étant rurales.
| Localité            | Population |
| ------------------- | ---------- |
| Mecayapan           | 6068       |
| Huazuntlán          | 3160       |
| Ixhuapan            | 2203       |
| Cerro de la Palma   | 714        |
| Los Arrecifes       | 707        |
| Reste des localités | 4481       |
| Total population    | 17 333     |

En plus de l'espagnol, plusieurs langues amérindiennes sont parlées dans la municipalité, dont les principales sont par ordre d'importance : le nahuatl, qui compte plus 11 000 locuteurs, et de manière plus marginale le popoluca de la Sierra.

## Histoire
La municipalité est créée en 1831.

## Économie

### Agriculture et élevage
La superficie des parcelles semées représentait, en 2019 une surface totale de 6108 hectares, parmi lesquels 4086 hectares sont voués à la culture du maïs, 1413 hectares voués à la culture du palmier africain et 359 hectares voués à la culture du haricot.
En 2019, la production de viande par tonnes comprenait 2020,1 tonnes de viande bovine, 93,4 tonnes de viande porcine, 27,1 tonnes de viande ovine, 49,7 tonnes de volailles et 4,1 tonnes de dinde. La superficie vouée à l'élevage représentait alors 21 904 hectares.